# موزه کانتربوری

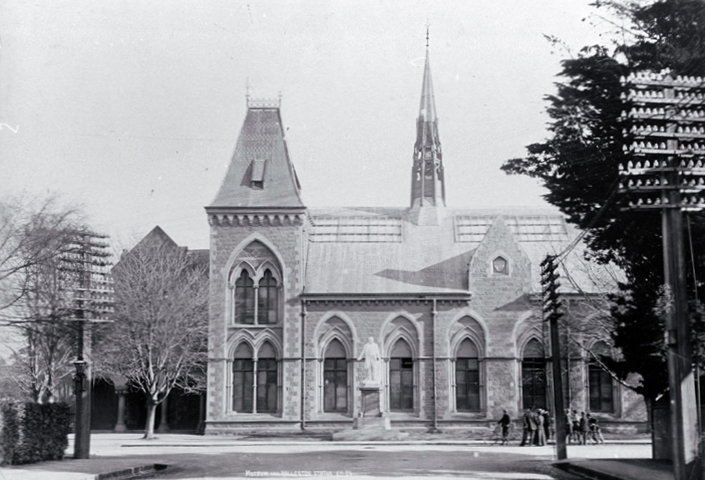
ساختمان موزه در سال ۱۸۸۲ میلادی، تکمیل شد.

موزه کانتربوری (به انگلیسی: Canterbury Museum) موزه‌ای است در شهر کرایست چرچ در نیوزیلند که در سال ۱۸۸۲ تکمیل شد.

## نگارخانه

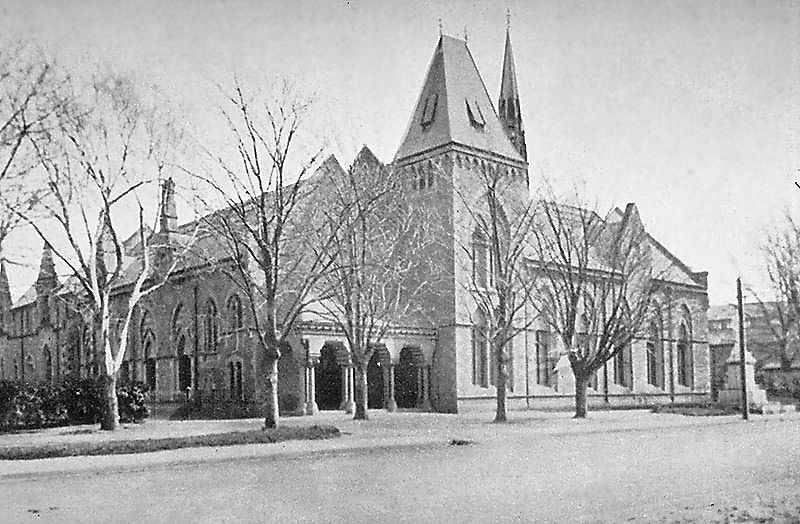